# いずみ (フェリー)
いずみは、阪九フェリーが運航しているフェリー。

## 概要
フェリーせっつ、フェリーすおうの代船として2013年に発注され、僚船のひびきとともに三菱重工業下関造船所で建造された。
2014年7月31日に進水、進水式の支綱切断は阪九フェリーのテレビCMに出演していた釈由美子が行った。
2015年1月15日に竣工して阪九フェリーに引き渡され、新門司 - 泉大津航路に1月22日に就航した。
大型化により車両搭載能力を大幅に増強する一方、各種省エネ技術により燃費を20%以上効率化した点、また充実した旅客設備が評価され、日本船舶海洋工学会が選定するシップ・オブ・ザ・イヤー 2015を僚船の「ひびき」とともに受賞した
2024年12月に機関故障が発生し、7か月程の欠航を余儀なくされていたが、2025年7月より臨時便の形で運行を再開している。

。

## 設計
瀬戸内海航路に就航するフェリーとしては最大級である。「快適な海上ホテル」をコンセプトとし、女性社員らのプロジェクトチームによるこれまでのフェリーにない物の提案を取り入れた計画とした。
従来船より船体を約3.2m拡幅して車両積載区画のレーン数を1レーン追加、乗用車の搭載区画の位置を変更したことで、車両積載能力は約2割増加した。同時に各種省エネ技術の導入により燃費は最大3割向上し、運航コストと環境負荷の低減を念頭に置いた設計となっている。
国内のフェリーでは初めてデュアルハイブリッド推進システムを採用した。大型フェリーで標準的に採用されている中速ディーゼル主機2機、可変ピッチプロペラ2軸の機関構成を基本に、電動機兼用の軸発電機を搭載した。主機に接続した電動機兼用軸発電機を負荷に応じて推進モードと給電モードを選択して運転することで、主機関を高効率の出力域で運転し、主発電機関の運転時間を削減している。
ターボ圧縮機を用い船底から空気を噴出することで生じた気泡で船体と海水の摩擦抵抗を低減させる三菱空気潤滑システム（MALS, Mitsubishi Air Lubrication System）の搭載、バトックフロー船尾船型の採用、リアクション型吊り舵とハブ渦抑制型のハブキャップを用いた可変ピッチプロペラの採用、主機排熱回収装置による廃熱利用、運航支援システムによる管理などにより、運航に必要なエネルギーを低減している。

## 船内
船内は「わのおもてなし」と「日本の四季」をコンセプトにデザインされている。起振力の低いプロペラや船型の採用、有限要素法や騒音予測プログラムを用いた解析を元に壁面の配置を決定し振動や騒音を大幅に下げ静粛性の高い居住空間とした。また女性客に配慮したレディースルームや授乳室などの設備を取り入れた。

### 船室
旧船と比較し旅客定員を減らし、客室面積を1.5倍拡張した。個室需要を満たすため従来船と比較して、スイート、デラックスの部屋数が大幅に増やし一部個室には身体障害者専用室、レディース禁煙室が設定されている。スタンダードの大部屋も個人用ロッカーや電源コンセントが設置され、スタンダード洋室（2等指定B）の2段ベッドは高齢者や子どもの利用を考慮してはしごから階段に変更された。このほか障害者・シニア向けの配慮として居住区フロアと乗用車甲板を同フロアに設けバリアフリー施設を集中配置している。
| クラス                                    | タイプ               | 部屋数    | 設備                                     |
| ----------------------------------------- | -------------------- | --------- | ---------------------------------------- |
| ロイヤル（特等）                          | 洋室                 | 2名×2室   | バス・トイレ・テレビ・プライベートデッキ |
| スイート（特等）                          | 洋室                 | 2名×20室  | バス・トイレ・テレビ                     |
| デラックス（一等）                        | 和洋室               | 3名×29室  | テレビ・洗面台                           |
| デラックス（一等）                        | 和洋室               | 4名×4室   | テレビ・洗面台                           |
| デラックス（一等）                        | 和室                 | 3名×6室   | テレビ・洗面台                           |
| デラックス（一等）                        | 洋室（バリアフリー） | 2名×2室   | テレビ・洗面台                           |
| デラックス（一等）                        | 洋室（シングル）     | 1名×28室  | テレビ・洗面台                           |
| デラックス（一等）                        | 洋室                 | 4名×20室  | テレビ・洗面台                           |
| スタンダード（二等）                      | 洋室                 | 16名×12室 | リターン式コインロッカー、電源コンセント |
| スタンダード（二等）                      | 和室                 | 14名×4室  | リターン式コインロッカー、電源コンセント |
| スタンダード（二等）                      | 和室                 | 8名×1室   | リターン式コインロッカー、電源コンセント |
| スタンダード（二等）                      | 和室（バリアフリー） | 14名×2室  | リターン式コインロッカー、電源コンセント |
| ドライバールーム （スタンダードシングル） | 洋室                 | 10名×4室  | テレビ                                   |
| ドライバールーム （スタンダードシングル） | 洋室                 | 14名×3室  | テレビ                                   |

### 船内設備
7階
- ロイヤル室
- スイート室
- デラックスシングル室
- 大浴場・露天風呂 - 瀬戸内海航路のフェリーでは初の露天風呂設置となる。
- シャワールーム

6階
- デラックス客室（和洋室・和室）
- スタンダード洋室
- 展望ルーム
- プロムナード
- レストラン

5階
- デラックス洋室
- デラックス洋室バリアフリー
- スタンダード和室
- スタンダードシングル
- 案内所
- ロビー
- 売店
- カラオケルーム
- ゲームコーナー
- キッズルーム
- 授乳室
- ペットルーム
- 乗用車甲板

4・3・2階
- トラック甲板

1階
- 乗用車甲板